# Michel Conan
Michel Conan, né en 1939, est un sociologue, théoricien de l'architecture français, historien de l'art des jardins

## Biographie
Michel Conan successivement professeur dans les Écoles d'architecture de Nanterre, Nancy, Paris-Conflans (1976-1997), Secretaire scientifique de la Recherche Urbaine au Ministere de l'Equipement (1969-1979); Chef du service Sciences humaines au Centre scientifique et technique du bâtiment (1979-1997); Director of Studies in Garden and Landscape History, Dumbarton Oaks/Harvard University (1997-2008)
Il est membre du Conseil General des POnts et Chaussees(1992-1997)

## Publications
Michel Conan  a publié de nombreux ouvrages et articles.

### Ouvrages
- Concevoir un projet d'architecture, éditions L'harmattan, 192 pages, 1995  (ISBN 978-2-73840-795-5), [présentation en ligne]
- L'invention des lieux (Architecture urbanisme et social), éditions Champ social, 1996, 218 pages  (ISBN 978-2-95108-602-9), réédité en version numérique
- Dictionnaire historique de l'art des jardins, éditions Hazan, 464 pages, 1997  (ISBN 978-2-85025-543-4)
Perspectives on Garden Histories – History of Landscape Architecture, Harvard University Press, 1999  (ISBN 978-0-88402-265-7)
- L'évaluation constructive, théorie, principes et éléments de méthode, éditions de l'Aube, 1998, 192 pages  (ISBN 978-2-87678-401-7), réédité en format numérique

### Autres publications (en collaboration)
- (coll) A landscape manifesto, 2010, Diana Balmori
- Middle East garden traditions, 2007, Dumbarton Oaks colloquium on the history of landscape architecture (31 ; 2007 ; Washington, D.C.), Michel Conan éditeur scientifique
- Sacred gardens and landscapes, 2007, Dumbarton Oaks colloquium on the history of landscape architecture (26 ; 2002 ; Washington, D.C.), Michel Conan éditeur scientifique
- Botanical progress, horticultural innovation and cultural change (2007) de Dumbarton Oaks colloquium on the history of landscape architecture (28 ; 2004-05-06 / 08 ; Dumbarton Oaks), Michel Conan éditeur scientifique
- Baroque garden cultures, 2005, de Dumbarton Oaks colloquium on the history of landscape architecture (25 ; 2001 ; Washington, D.C.), Michel Conan éditeur scientifique
- Histories of garden conservation, 2005, Michel Conan éditeur scientifique
- Plans raisonnés de toutes les espèces de jardins, 2004, de Gabriel Thouin, préface de Michel Conan
- Landscape design and the experience of motion, 2003, de Dumbarton Oaks colloquium on the history of landscape architecture (24 ; 2003 ; Washington, D.C.), Michel Conan éditeur scientifique
- Bourgeois and aristocratic cultural encounters in garden art (2002) de Dumbarton Oaks colloquium on the history of landscape architecture (23 ; 2002 ; Washington, D.C.), Michel Conan éditeur scientifique
- Tradition and innovation in French garden art, 2002, Michel Conan éditeur scientifique
- Modernisation du domaine universitaire, problèmes et méthodes de gestion de l'espace, de programmation, et d'évaluation,CSTB, 1995
- Maisons de l'étudiant, CSTB,  1995 (avec Eric Daniel-Lacombe, architecte)
- Mémento pour l'aménagement des universités et des bibliothèques universitaires,CSTB,  1995 (avec Eric Daniel Lacombe, architecte)
- (coll) Evaluación de la acción de los poderes publicos, 1995) de Instituto de estudios fiscales. Madrid
- Mémento des maisons de l'étudiant, 1995
- L'expérience d'une ville nouvelle au service de l'amélioration des groupes scolaires, CSTB, 1995 (avec Eric Daniel-Lacombe, architecte)
- Perspectives pour la maîtrise d'ouvrage publique, 1995, Michel Conan, directeur de publication
- De la composition des paysages, 1992, de René-Louis de Girardin, postface de Michel Conan
- Mémento des problèmes de l'espace de vie courante et des intentions d'aménagement pour la modernisation des foyers de jeunes travailleurs, ,CSTB, 1992 (avec Eric Daniel-Lacombe, architecte)
- Développement social urbain, stratégies et méthodes, 1991
- Le Souci et la bienveillance, regards sur la participation des habitants à la conception de leur habitat, ,CSTB, 1989
- Franck Lloyd Wright et ses clients, CSTB, 1988
- Gestion dynamique de la productivité des services urbains, 1988) de France. Plan urbain et autre(s),  Michel Conan, directeur de publication
- (coll) Évaluations de l'action des pouvoirs publics, 1987, d'Éric Monnier
- Evaluer et améliorer les services publics, 1987
- Trois essais sur le beau pittoresque, 1982, de William Gilpin, postface de Michel Conan
- Le Jardin palatin, 1981, de Salomon de Caus, postface de Michel Conan
- Le Labyrinthe de Versailles, 1981, d'Isaac de Benserade, postface de Michel Conan
- Le Jardin de plaisir, 1981, de André Mollet, postface de Michel Conan
- (coll) Jardins et visages du parc Sainte-Marie, exposition, 1979, Centre d'études méthodologiques pour l'aménagement. Villers-lès-Nancy, Meurthe-et-Moselle et autre(s)
- De la Composition des paysages, 1979, de René-Louis de Girardin, postface de Michel Conan
- Jeux, 1977), préface de Michel Conan
- Série industrielle et diversité architecturale, 1977),ance, 1972